# Júlio Henrique de Melo e Alvim
Júlio Henrique de Melo e Alvim (Desterro, 9 de março de 1812 – ) foi um diplomata, advogado e político brasileiro.

## Vida
Filho de Miguel de Sousa Melo e Alvim e de Maurícia Elisa de Proença e Menezes, bacharelou-se em direito pela Faculdade de Direito de São Paulo, em 1854. Casou-se a 5 de setembro de 1859, na Igreja da Candelária no Rio de Janeiro, com Mariana Angélica Marcondes de Montezuma, filha de Francisco Jê Acaiaba de Montezuma, o primeiro visconde de Jequitinhonha, e de sua primeira esposa, Mariana Angélica de Toledo Marcondes.

## Carreira
Foi deputado à Assembleia Legislativa Provincial de Santa Catarina na 12ª legislatura (1858 — 1859).
Foi comendador da Ordem de Cristo, em 1870.